# Catherine Plewinski
Catherine Plewinski (n. 12 iulie 1968, Courrières, communauté d'agglomération d'Hénin-Carvin⁠(d), Franța) este o înotătoare franceză, medaliată olimpică. A participat la 2 ediții ale Jocurilor Olimpice (1988, 1992) în care a câștigat două medalii de bronz.